# Landgraafschap Breisgau
De Breisgau was een tot de Oostenrijkse Kreits behorend landgraafschap binnen het Heilige Roomse Rijk.
Het was het belangrijkste gebied van Voor-Oostenrijk
De Breisgau was oorspronkelijk een graafschap van het Karolingische Rijk. In 1074 werd het ambt van landgraaf erfelijk bezit van de markgraven van Baden. Bij de deling van de bezittingen in 1190 kwam de Breisgau aan een zijtak: de markgraven van Hachberg. Tegen het eind van de dertiende eeuw is het een landgraafschap geworden, waarvan het zuidelijk deel in de veertiende eeuw werd afgescheiden als landgraafschap Sausenberg.
In 1318 werd het noordelijk deel van het landgraafschap, het Nedergraafschap verpand aan de graven van Freiburg. De graven van Freiburg verloren in 1368 de stad Freiburg aan het aartshertogdom Oostenrijk, maar wisten zich aanvankelijk te handhaven in hun deel van de Breisgau.
Oostenrijk stichtte voor zijn bezittingen in de Breisgau als bestuursinstantie de landvoogdij in de Breisgau, die niet identiek was met het landgraafschap. Al eerder waren door Oostenrijk in 1330/1 Breisach en Neurnburg verworven. In 1365 kwamen Kürnberg en Kenzingen daar nog bij. Van 1469 tot 1474 waren deze Oostenrijkse bezittingen aan hertogdom Bourgondië verpand.
De koningen Ruprecht en Sigismund beleenden de markgraven van Baden-Hachberg met het landgraafschap. In 1478 beleende keizer Frederik III aartshertog Sigismund van Oostenrijk met het landgraafschap. Ondanks aanspraken van de markgraven van Baden bleef het landgraafschap in de Breisgau bij Oostenrijk.
Na het verlies van de Sundgouw in 1648 nam de Breisgau de leidende rol in Voor-Oostenrijk over, doordat het bestuur van Ensisheim werd verlegd naar Freiburg. De naam Breisgau werd nu ook gebruikt voor het graafschap Hauenstein, het Fricktal, de vier woudsteden en Villingen en Bräunlingen.

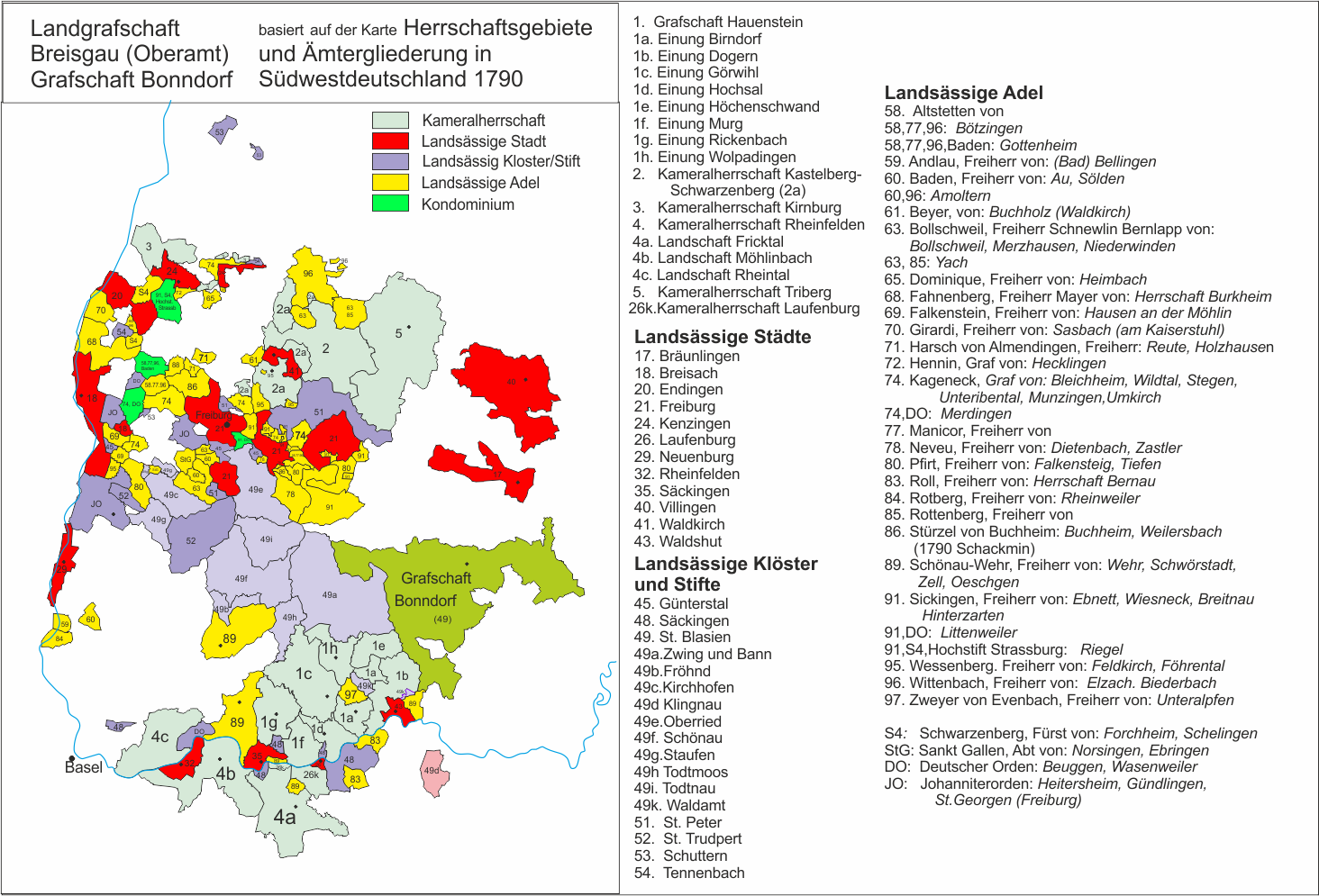
kaart van het landgraafschap Breisgau en het graafschap Bonndorf in 1790

In de Vrede van Lunéville van 1801 werden de gebieden op de linker Rijnoever (de heerlijkheden Rheinfelden en Laufenburg) aan Frankrijk afgestaan, waarna ze in 1802 aan Zwitserland kwamen.
Volgens paragraaf 1 van de Reichsdeputationshauptschluss van 25 februari 1803 moest Oostenrijk de Breisgau en de Ortenau afstaan aan de hertog van Modena, die zijn hertogdom in 1796 had verloren.
Volgens paragraaf 26 wordt de Maltezer Orde schadeloos gesteld voor het verlies van de bezittingen op de linker Rijnoever door onder andere de abdijen St. Blasien, St-Trudpert, Schuttern, St-Peter, Tennbach en alle overige stichten, abdijen en kloosters in de Breisgau.
Volgens paragraaf 32 kreeg de hertog van Modena twee zetels in de raad van vorsten in de Rijksdag: een voor de Breisgau en een voor de Ortenau.
De hertog van Modena overleed op 14 oktober 1803, waarna hij werd opgevolgd als hertog van de Breisgau door zijn schoonzoon Ferdinand van Oostenrijk.
Volgens artikel 8 van de Vrede van Presburg van 26 december 1805 kwamen de Breisgau en de Ortenau aan het keurvorstendom Baden.

## Staten van de Breisgau
Binnen Voor-Oostenrijk was de Breisgau het enige gebied met een Statenvergadering. Er waren drie standen:
- prelaten
- ridders
- steden en kamer-heerlijkheden (Kameralherrschaft)

Tot de stand der prelaten behoorden:
1. abdij Sankt Blasien
2. vorstendom Heitersheim voor de bezittingen binnen de Breisgau (ook Reichsunmittelbar en lid Zwabische Kreits
3. abdij Schuttern
4. abdij Sankt Trudpert
5. abdij Sankt Peter
6. abdij Ettenheimmünster
7. commanderij Beuggen van de Duitse Orde
8. commanderij Freiburg van de Duitse Orde
9. sticht Waldkirch (Sankt Margarethen)
10. sticht Rheinfelden
11. vorstelijk vrouwensticht Säckingen
12. klooster Tennenbach
13. klooster Olsberg
14. klooster Wonnenthal

Tot de stand der ridders behoorde o.a. het vorstendom Heitersheim voor een bepaalde bezitting
Tot de stand der steden en kamer-heerlijkheden behoorden:
1. stad Freiburg
2. stad Breisach
3. stad Villingen
4. stad Bräunlingen
5. stad Neuenburg
6. stad Kenzingen
7. stad Endingen
8. stad Burkheim
9. stad Waldkirch
10. stad Laufenburg
11. stad Rheinfelden
12. stad Säckingen
13. stad Waldshut
14. heerlijkheid Kastelberg en Schwarzenberg
15. heerlijkheid Kürnberg
16. heerlijkheid Triberg
17. graafschap Hauenstein
18. heerlijkheid Rheinfelden
19. heerlijkheid Laufenburg